# サナダくんは私のお尻に住んでいます
『サナダくんは私のお尻に住んでいます』（サナダくんはわたしのおしりにすんでいます）はえぴこによる漫画作品。『COMICリュウWEB』（徳間書店）にて、2019年8月9日から2020年10月30日まで連載された。

## あらすじ
主人公の春日原奈美は、謎の生物「サナダくん」をお尻で密かに飼っている。気を抜くとお尻からサナダくんが出てしまうという緊張感を持って、バスに乗っていた奈美は、同乗していた先輩男子生徒に恋をする。サナダくんは、奈美の恋を応援する。

## 登場人物
春日原奈美
サナダくんを密かに飼っている女子高生。純情、可憐ではずかしがり屋。時々、ケーキを買ってきて一人で食べることを楽しみとしている。
サナダくん
奈美のお尻に住む謎の生き物。見た目は、サナダムシに似ている。しゃべることもできる。
香椎先輩
奈美が恋をした先輩。

## 書誌情報
- えぴこ 『サナダくんは私のお尻に住んでいます』 徳間書店〈リュウコミックス〉、全2巻
  1. 2020年4月13日発売[6]、ISBN 978-4-19-950704-5
  2. 2021年1月13日発売[7]、ISBN 978-4-19-950728-1